# Scleropogon brevifolius
Scleropogon brevifolius là một loài thực vật có hoa trong họ Hòa thảo. Loài này được Phil. miêu tả khoa học đầu tiên năm 1870.